# Zenon Marian Remi
Zenon Marian Remi (ur. 9 września 1905 w Nowym Sączu, zm. 23 listopada 1967 tamże) – polski urbanista, Architekt Miejski Nowego Sącza, żołnierz kampanii wrześniowej, jeniec oflagu Woldenberg, instruktor harcerski.

## Życiorys
Urodził się w rodzinie architekta Zenona Adama Remiego i jego żony Marii z d. Saczek 9 września 1905 w Nowym Sączu. Ukończył I Gimnazjum im. Jana Długosza w Nowym Sączu a następnie w 1930 wydział architektury politechniki lwowskiej.
W czasie kampanii wrześniowej w stopniu podporucznika rezerwy był dowódcą plutonu w 1 kompanii w batalionie "Nowy Sącz" a następnie był więźniem oflagu Woldenberg.
Po wojnie powrócił do rodzinnego miasta i był w latach 1945-61 architektem powiatowym Nowego Sącza a w latach 1961-67 Głównym inżynierem Okręgowej Dyrekcji Inwestycji Miejskich. Brał udział w eksperymencie sądeckim.
Był członkiem harcerstwa od marca 1918, kiedy wstąpił do I Męskiej Drużyny Skautowej im. Stefana Czarnieckiego i w listopadzie następnego roku złożył przyrzeczenie harcerskie. Brał udział w Zlocie Harcerstwa Lwowskiego w lipcu 1921 zorganizowanym na dziesięciolecie harcerstwa we Lwowie oraz w I Zlocie Narodowym Harcerzy w 1924 w Warszawie. Czynnie uczestniczył w budowie Stanicy Harcerskiej w Kosarzyskach, która została zaprojektowana przez jego ojca Zenona Adama. W 1930 został przybocznym Hufca Harcerzy w Nowym Sączu i w następnym roku brał udział w Zlocie Skautów Słowiańskich w Pradze. W marcu 1932 otrzymał stopień podharcmistrza i brał udział w Jubileuszowym Zlocie Harcerstwa Polskiego w 1935 w Spale. Po wojnie w 1949 został usunięty z ZHP wraz z grupą "niepokornych" instruktorów wraz z pozbawieniem stopnia instruktorskiego.
Należał do SARP i odznaczony został srebrną odznaką SARP. Żonaty z Ludmiłą z d. Kosturkiewicz pochodzącą z Buczacza, z którą miał syna Zenona Andrzeja również architekta, córkę Annę po mężu Krawczyk, której mąż jest również architektem i syna Jacka Walentego doktora leśnika.
Zenon Marian zmarł w Nowym Sączu dnia 23 listopada 1967 i pochowany został na miejscowym cmentarzu.

## Prace
- Gimnazjum Kupieckie w Nowym Sączu,
- kościół pw. Matki Bożej Nieustającej Pomocy w Paszynie,
- klasztor Dominikanek w Białej Niżnej,
- pensjonat Adria w Szczawnicy,
- willa Piszówka w Nowym Sączu,
- plan zabudowy Nowego Sącza (1946-47) – współautor Stanisław Ciechanowski,
- projekt Gimnazjum Kupieckiego w Nowym Sączu – zwycięstwo w konkursie i realizacja,
- szkoły w Podegrodziu, Złockiem i Rytrze.